# Maria Schweitzer
Maria Schweitzer (* 28. Oktober 1902 in Lebach; † 26. Januar 1991 ebenda) war eine saarländische Politikerin.

## Ausbildung und Beruf
Schweitzer absolvierte eine Ausbildung am katholischen Lehrerinnenseminar in Saarburg und bestand 1923 das Examen als Volksschullehrerin. Anschließend studierte sie Romanistik in Grenoble, Lausanne, Berlin, Marburg sowie Bonn und promovierte schließlich zum Dr. phil. Im Anschluss unterrichtete sie an mehreren Schulen. Nach dem Krieg wurde sie zur Regierungsrätin und später zur Oberregierungsrätin ernannt.

## Politik und öffentliche Ämter
Ab 1951 war sie für die Christlichen Volkspartei des Saarlandes (CVP) tätig. Ab Januar 1956 gehörte sie dem Landtag des Saarlandes an und wurde von ihrer Fraktion zur Vorsitzenden bestimmt. Aufgrund einer Entscheidung der Verfassungskommission verlor sie ihr Mandat jedoch bereits im April desselben Jahres wieder (zugunsten von Karl-Heinz Buchholz, DPS).
Nach der Auflösung der CVP trat Schweitzer der Saarländischen Volkspartei (SVP) und konnte bei der Wahl im Dezember 1960 erneut ein Mandat erreichen. Im April 1965 wurde sie Vorsitzende der neu entstandenen SVP/CVP und konnte bei der anschließenden Wahl ein letztes Mal in dem Landtag einziehen, dem sie ab Oktober 1965 als Mitglied der CDU-Fraktion angehörte.
In den Jahren 1952 bis 1972 war Schweitzer außerdem in verschiedenen Gremien des Saarländischen Rundfunks tätig, zuletzt als Vorsitzende des Programmbeirats.

## Auszeichnungen
Schweitzer wurde mit dem päpstlichen Orden Pro Ecclesia et Pontifice ausgezeichnet. Sie ist außerdem Trägerin des Saarländischen Verdienstordens (1975) und des Peter-Wust-Preises.